# Mezz Mezzrow
Milton Mesirow (Chicago, 9 de novembre de 1899 – París, 5 d'agost de 1972), més conegut com a Mezz Mezzrow, va ser un clarinetista i saxofonista de jazz estatunidenc. Se'l recorda per organitzar i finançar sessions d'enregistrament amb els músics Tommy Ladnier i Sidney Bechet. També va ser durant un temps representant de Louis Armstrong.

## Biografia
Com a delinqüent juvenil, Mezzrow va entrar i sortir de reformatoris i presons on va entrar en contacte amb la música jazz i blues. Va començar a tocar el clarinet i va decidir adoptar la cultura afroamericana com a pròpia. Es va convertir en una figura omnipresent a l'escena jazz de Chicago dels anys 1920 i va participar dels cercles de músics que formaven King Oliver, Louis Armstrong, Sidney Bechet, Jimmy Noone, Al Jolson, Baby Dodds, Bix Beiderbecke, Louis Bellson i d'altres. Era un defensor de l'estil pur del jazz de Nova Orleans conegut com a dixieland.
Juntament amb altres músics blancs de la seva època, com Eddie Condon i Frank Teschemacher, Mezzrow va visitar el Sunset Café de Chicago per aprendre i escoltar Louis Armstrong and Hot Five.
Els primers enregistraments de Mezzrow es van publicar el 1933, sota el nom de Mezz Mezzrow And His Orchestra. El grup estava format principalment per músics negres com Benny Carter, Teddy Wilson, Pops Foster i Willie «The Lion» Smith, però també incloïa el trompetista jueu Max Kaminsky. Durant les dècades del 1930 i 1940, Mezzrow va organitzar i va participar en moltes sessions d'enregistrament amb Sidney Bechet. Aquests enregistraments, del Mezzrow-Bechet Quintet i Mezzrow-Bechet Septet, van comptar amb músics negres com Frankie Newton, Sammy Price, Tommy Ladnier, Sidney Catlett i Pleasant Joe, a més d'Art Hodes, nascut a Ucraïna. També va tocar en sis enregistraments de Fats Waller el 1934. A mitjans de la dècada del 1940, Mezzrow va crear el seu propi segell discogràfic, King Jazz Records, que comptava amb el trompetista Oran «Hot Lips» Page.

Va tocar al Festival de Jazz de Niça de 1948, després del qual es va instal·lar a l'Estat francès i va organitzar bandes amb músics francesos com Claude Luter i estatunidencs visitants, com Buck Clayton, Peanuts Holland, Jimmy Archey, Kansas Fields i Lionel Hampton. Amb l'extrompetista de Count Basie, Buck Clayton, va fer un enregistrament de «West End Blues» de Louis Armstrong a París el 1953. La seva producció musical ha estat recollida i reeditada en diversos àlbums.

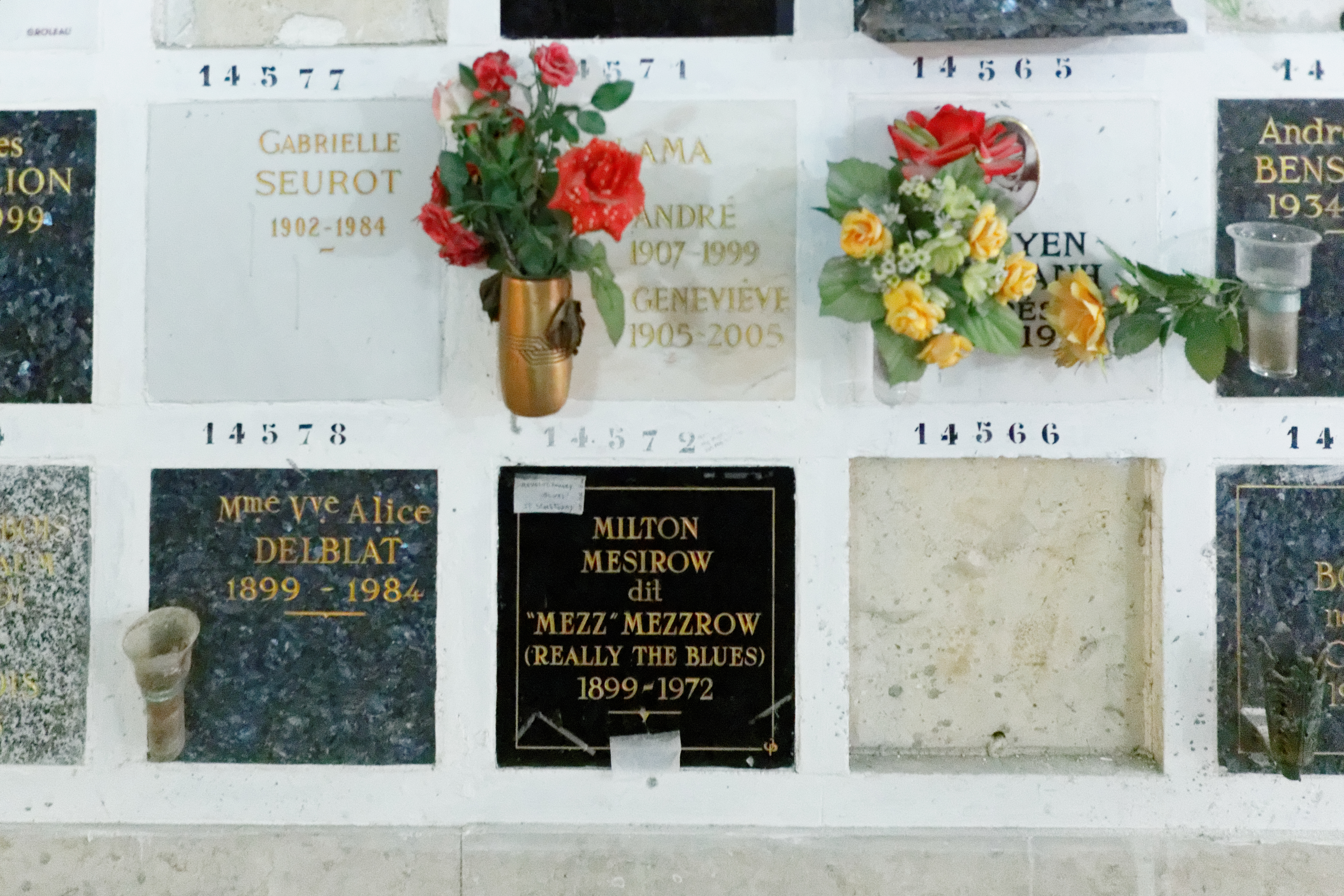
Tomba de Mezz Mezzrow al cementiri del Père-Lachaise

Milton Mesirow era jueu, i es va criar a Chicago. La seva esposa, Johnnie Mae, era una baptista negra. Van tenir un fill, Milton Mesirow, Jr.. En una entrevista a The New York Times el 2015, Mezz Jr. va declarar: «el meu pare em va ficar en un sinagoga, i la meva mare va intentar fer-me baptista. Així que quan em pregunten quina és la meva religió dic que el jazz».
A la seva autobiografia, Really the Blues (1946), va escriure que des del moment en què va escoltar jazz «volia ser un músic negre, parlant al món sobre el blues de la manera que només ho poden fer els negres». La família vivia a Harlem, a la ciutat de Nova York, on Mezzrow es va declarar «negre voluntari» i així hi constava a la seva documentació durant la Segona Guerra Mundial. Nogensmenys, va creure que definitivament havia «travessat la línia que dividia les identitats blanques i negres».
Mezzrow es va fer conegut tant per la seva defensa del cànnabis com per la seva música. Era tan conegut a l'escena jazzística per vendre marihuana que Mezz es va convertir en argot per anomenar la marihuana, una referència utilitzada a la cançó de Stuff Smith, «If you're a viper». Louis Armstrong va ser un dels seus clients més importants. El 1940, va ser arrestat en possessió de seixanta porros mentre intentava entrar a un club de jazz a l'Exposició Universal de Nova York de 1939, amb la intenció de distribuir-los. Quan el van enviar a la presó, va insistir als guàrdies que era negre i va ser traslladat a la secció de la presó segregada. El 2015, un club de jazz de Greenwich Village va ser nomenat Mezzrow en honor seu.